# Rainneville

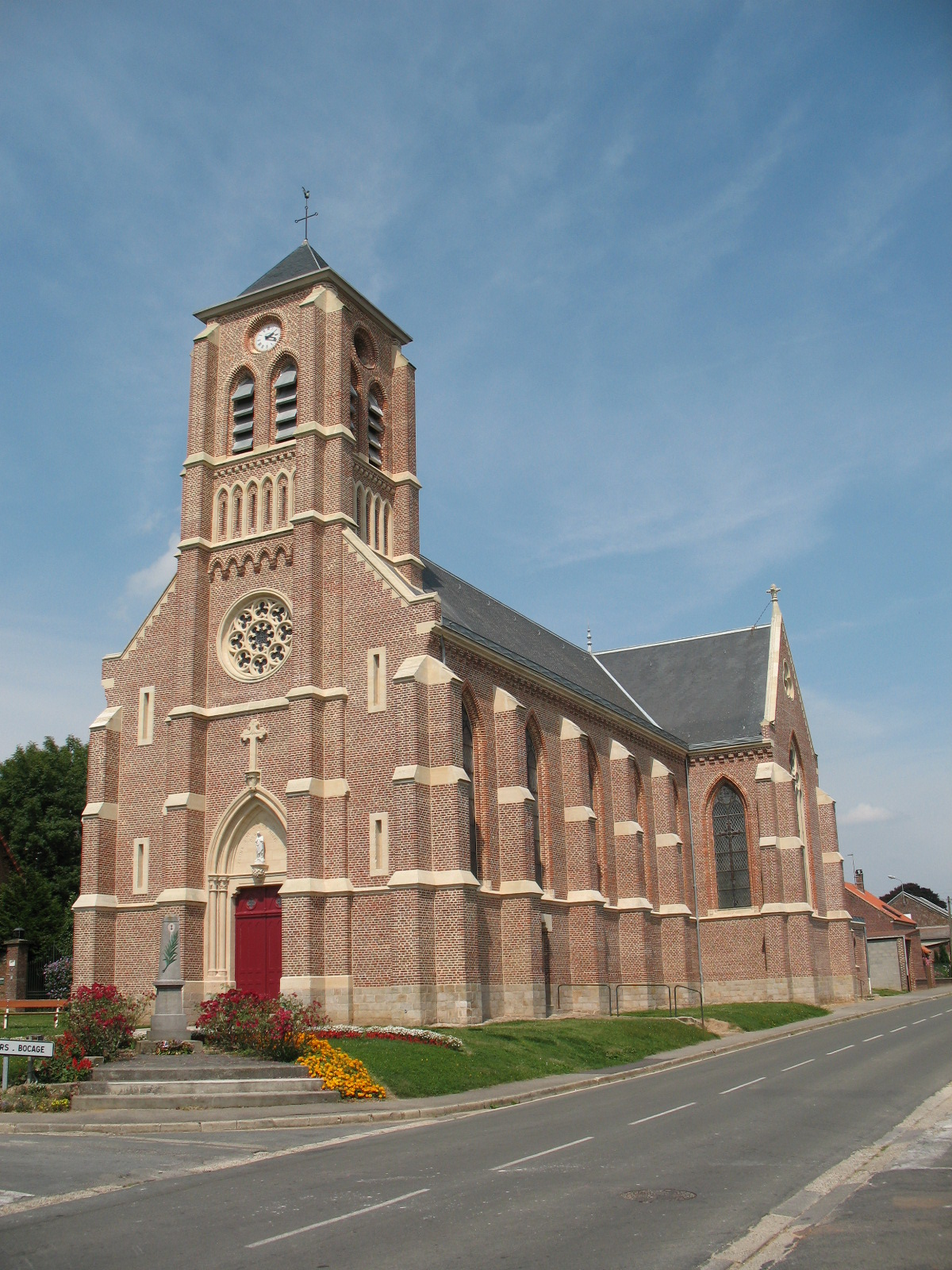
Neogotische kerk van Rainneville (1862)

Rainneville is een gemeente in het Franse departement Somme (regio Hauts-de-France) en telt 761 inwoners (1999). De plaats maakt deel uit van het arrondissement Amiens.

## Geografie
De oppervlakte van Rainneville bedraagt 7,1 km², de bevolkingsdichtheid is 107,2 inwoners per km².
De onderstaande kaart toont de ligging van Rainneville met de belangrijkste infrastructuur en aangrenzende gemeenten.

## Demografie
Onderstaande figuur toont het verloop van het inwonertal (bron: INSEE-tellingen).